# Погадаев, Виктор Александрович
Ви́ктор Алекса́ндрович Погада́ев (20 ноября 1946, село Сакмара, Оренбургская область, РСФСР, СССР) — советский и российский востоковед, историк — специалист по Юго-Восточной Азии, лексикограф, переводчик. В 1970 г. окончил Институт восточных языков при МГУ им. М. В. Ломоносова. Кандидат исторических наук (1976). Член-корреспондент Международной академии наук педагогического образования (МАНПО), вице-президент общества «Нусантара», действительный член Русского географического общества, Союза журналистов России, пожизненный член Ассоциации современных языков Малайзии, эксперт Центра АСЕАН при МГИМО МИД(У) РФ, член Международного совета по малайскому языку (2014), а также член редколлегии журнала «Пендета» (Педагогический университет султана Идриса, Малайзия), журнала «Folklore and Folkloristics» (Индия) и журнала International Review of Humanities Studies (Джакарта), член международного совета Международного журнала исламской мысли (2020, Малайзия). В 1997—2001 являлся представителем России в редколлегии журнала «Excerpta Indonesica» (Лейден). C 2012 по 2016 гг. являлся членом жюри Международного конкурса выступлений на малайском языке (кубок премьер-министра Малайзии). В 2009 году назван издательством «Международный Биографический Центр» в числе 100 ведущих педагогов года. Занимается также переводческой деятельностью. С 2001 года преподаватель, а с 2003 г. по 2016 г. — профессор Университета Малайя.

## Биография

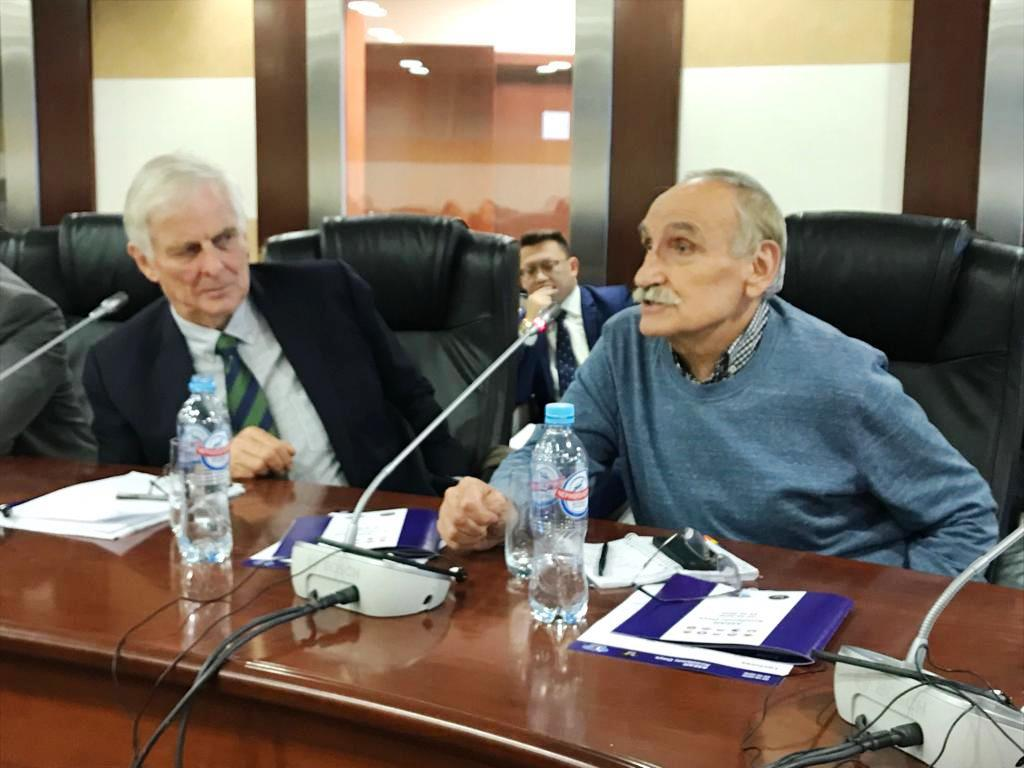
В. А. Погадаев (справа) на круглом столе по проблемам Малайзии. Слева проф. Энтони Милнер из Австралии. МГИМО, октябрь 2019

Родился 20 ноября 1946 года в селе Сакмара Оренбургской области. В 1964 г. окончил Сакмарскую среднюю школу с золотой медалью.
В 1965—1970 гг. — студент индонезийского отделения Института восточных языков при МГУ им. М. В. Ломоносова, который окончил с красным дипломом (Ленинский стипендиат). Его учителями по специальности были А. П. Павленко, Л. Н. Демидюк, Д. В. Деопик, Е. И. Гневушева, Ю. Н. Гаврилов. В 1970—1971 — стажировался в Университете Малайя (Куала-Лумпур) по малайскому языку в составе первой группы советских студентов в рамках студенческого обмена. В 1975 окончил аспирантуру Института стран Азии и Африки при МГУ (ИСАА), защитив в 1976 диссертацию на соискание кандидата исторических наук "Оппозиционные партии Малайзии (1957—1971).
В 1977—1982 работал по линии МИД СССР в посольстве СССР в Индонезии в должности третьего секретаря, в 1986—1989 в посольстве СССР в Малайзии в должности второго секретаря. С 1989 — редактор-консультант сектора «Энциклопедия Азии» Института Востоковедения РАН, в 1996—2001 — преподаватель индонезийского языка в ИСАА МГУ, в 1998—2001 одновременно заместитель Начальника информационно-аналитического центра концерна «Вечерняя Москва». В 2001—2016 гг. — преподаватель русского языка и культуры на факультете языков и лингвистики Университета Малайя. С 2020 года участник (автор словарных статей) проекта «Словарь культуры XXI века».

## Награды
- Лауреат 3 Всесоюзного конкурса студенческих научных работ по проблемам обществоведения (1970);[19]
- Премия «Прима Комексиндо» за вклад в изучение Индонезии в России (1998);
- Благодарственное письмо руководителя Росзарубежцентра Э. В. Митрофановой (2005);
- 2 бронзовые медали на университетской Выставке исследований, изобретений и инноваций (Малайзия, 2007);
- Международная премия «Нумера» за вклад в изучение малайского языка и малайской культуры (2013);
- Диплом за популяризацию русского языка в Малайзии Федерального агентства по делам Содружества независимых государств, соотечественников, проживающих за рубежом, и по международному гуманитарному сотрудничеству (Россотрудничество) (2014);
- Благодарственное письмо Чрезвычайного и Полномочного Посла России в Малайзии В. Н. Ермолова (2016);
- Literary Award 2017 by A Poetry Initiative of Bangladesh (Kathak) «In Appreciation of Outstanding Contribution, Initiative and Deep Commitment to National and World literature» (3.2.2017);[20][21]
- Почётный диплом Международной премии имени Николая Рериха 2018 года в номинации «Формирование культурного образа страны в мире»;[22][23]
- Грамота с благодарностью «За вклад в развитие Российской государственной библиотеки» Генерального директора библиотеки В. В. Дуды (12 сентября 2019);[24]
- Благодарственное письмо руководителя представительства Россотрудничества в Малайзии за перевод малайской литературы на русский язык (2019);
- Памятная медаль Министерства культуры Российской Федерации «Великий русский писатель Ф. М. Достоевский (1821—2021)» (2021);
- Медаль «Деятель культуры» Евразийского культурного фонда Республики Казахстан (2022).
- Грамота премьер-министра Малайзии Дато Сри Исмаила Сабри бин Яакоба за презентацию доклада на Международном симпозиуме по малайскому языку в Куала-Лумпуре (22-24 мая 2022);
- Премия Национальной федерации союзов писателей Малайзии (ГАПЕНА) «За служение литературе» (2023)[25].

## Мнение
«Многолетняя преподавательская, научно-публицистическая и просветительская деятельность Виктора Александровича хорошо известна в России всем тем, кто так или иначе поддерживает связи нашей страны со странами Малайского мира — Индонезией, Малайзией, Сингапуром, Брунеем, Филиппинами. Он стремится упрочить, обогатить, „очеловечить“ эти связи. В самой же Юго-Восточной Азии он получил признание как великолепный лингвист, блестящий переводчик русской классической и современной литературы на языки Малайзии и Индонезии, как чуткий педагог и наставник. Десятки, если не сотни малайзийских юношей и девушек приобщились под его руководством к премудростям русского языка, его лекции в вузах Малайзии и Индонезии по истории русской культуры неизменно пользуются популярностью у студентов».— Виктор Сумский, директор Центра АСЕАН при МГИМО МИД России

## Основные научные работы
- Редактор-составитель. Человек из легенды. К 150-летию со дня рождения Н. Н. Миклухо-Маклая. Малайско-индонезийские исследования VIII. М., 1997, 68 с. Архивная копия от 30 июля 2013 на Wayback Machine
- Отв. редактор. Национальное строительство и литературный/ культурный процесс в Юго-Восточной Азии. Малайско — индонезийские исследования IX. М., 1997, 408 с.
- «Кровавый трон Явы» — в кн.: Живая история Востока. М., «Знание», 1998, с. 172—179.
- «Агунг (1591—1645). Правитель яванского княжества Матарам»; «Крис — священное оружие Явы»; «На пиратском судне» — в кн.: Исторический лексикон. XVII век. Издательство «Знание». М., 1998, с. 20 — 26.
- Редактор. Малайско-индонезийские исследования, вып. 11. М.: Древо Жизни, 1998, 92 с. Архивная копия от 31 июля 2013 на Wayback Machine
- Редактор-составитель. Малайско-индонезийские исследования, вып. 12. М.: «Муравей-гайд», 1999, 192 с.
- «Тайная дипломатия султаната Аче в XIX веке» — в кн. Политическая интрига на Востоке. M., 2000, с. 302—311.
- «Language Situation and Language Policy in Southeast Asia» — in.: Parangalcang Brother Andrew. Festschrift for Andrew Gonzales on His Sixtieth Birthday. Editors: Ma Lourdes S. Bautista, Teodoro A. Llamzon, Bonifacio P. Sibayan. Linguistic Society of the Philippines. Manila, 2000, p. 213—225. (совм. с В. А. Макаренко).[27]
- Малайзия. Карманная энциклопедия. М.: «Муравей-гайд», 2000, 352 с.[28]
- «Феномен личности Махатхира. Политический портрет» — в Азия и Африка сегодня. N 5, 2001, с. 66-68.
- «Художественная культура Юго-Восточной Азии» — в кн.: Мировая художественная культура. Под редакцией проф. Б. А. Эренгросс. М.: «Высшая школа», 2001, с. 564—579. (второе издание 2005, третье издание 2009) Архивная копия от 20 июня 2013 на Wayback Machine
- Немецкий язык. Краткий справочник. М., «Слово», 2003, 318 с. ISBN 5-8123-0155-7
- Немецкий язык. Экзаменационный сборник. Более 100 тем. М., «Слово», 2003, 192 с. ISBN 5-8123-0164-6
- Penyair Agung Rusia Pushkin dan Dunia Timur. Monograph Series. Centre For Civilisational Dialogue. University Malaya. N 6, 2003, 64 p. (Великий русский поэт Пушкин и мир Востока). ISBN 983-3070-06-X Архивная копия от 31 июля 2013 на Wayback Machine
- «П. Рамли и Леонид Утесов: параллели творчества» — в: Малайско-индонезийские исследования. Выпуск 16. Москва: Общество «Нусантара», 2004, 208—218 (совм. с П. В. Погадаевой).
- Russia and Asia. Asia in Malaysian Forum. Occassional Papers. Centre for Civilisational Dialogue UM, Mei 2005, 14-18.
- «Малайские слова в русском интернете». Малайско-индонезийские исследования. М.: Академия гуманитарных исследований, выпуск XVII, 2006, 119—127. ISBN 5-98499-062-8.
- «Культура Юго-Восточной Азии: активный обмен с внешним миром при сохранении традиционной цивилизационной общности» — в «Тихоокеанское обозрение 2006—2007». М.: Издательский дом "Ключ-С"б 2007, 106—120.
- (ed.) Abdullah Ahmad Badawi. Ku Cari Damai Abadi. I Seek Eternal Peace. In 80 Languages. Advisor Dato' Dr. Haji Ahmad Kamal Abdullah. Editor Assoc. Professor Dr. Victor Pogadaev. Kuala Lumpur: FBL UM, 2008, 88 p. ISBN 978-967-5148-02-6 Архивная копия от 30 июля 2013 на Wayback Machine
- «Особенности политики властей в отношении „оранг асли“ в Малайзии» — в: Малайско-индонезийские исследования. Выпуск 18. Москва: Общество «Нусантара», 2008, 43-57.
- «What is White for Germans, Is Black for Russians» — «Jurnal Bahasa Jendela Alam». Persatuan Bahasa Mosen Malaysia. Jilid 5, Tahun 2008, 767—775.
- «Russian Chastushka and Malay Pantun» — Folcloristics: In Search of Root. A Felicitation Volume published to Celebrate the 70th Birth Anniversary of Dr. Subhash Chandra Bandopadhyay. Kolkata, 2008, 319—333.
- «Великий актёр Малайзии» — «Азия и Африка сегодня», 2009, N 4, p. 71-74.
- «Преподавание русского языка в университете Малайя». — "Русский язык за рубежом, 2009, N 5 (216).
- Немецкий язык. Справочник для подготовки к урокам, контрольным работам и ЕГЭ. M.: АСТ, Слово, ВКТ, 2010, 320 c. ISBN 978-5-17-061958-0, 978-5-8123-0582-6, 978-5-226-01719-3 Архивная копия от 4 сентября 2012 на Wayback Machine
- Немецкий язык. Более 100 тем: Экзаменационный сборник для подготовки к устному экзамену ЕГЭ. М.: АСТ, Слово, 2010, 192 с. 978-5-17-061918-4/978-5-8123-0579-6 (недоступная ссылка)
- «Магия криса» — «Азия и Африка сегодня», No. 4, 2010, 67-69.
- «Sree Jagannath Tradition in Kuala Lumpur» — Sree Jagannath Chetana: Dipti O' Byapti. Editors: Dr. Khageswar Mahapatra, Dr. Sk. Makbul Islam and others. Kolkata, 2010.
- «Новые тенденции в политической жизни Малайзии» — Тихоокеанское обозрение 2008—2009. Под редакцией В. М. Мазырина, Н. П. Малетина, О. В. Новаковой. М.: Издательство «Университетская книга», 2010, с. 139—153. ISBN 978-5-91304-118-0
- Malaysia Cintaku Yang Pertama (Малайзия — моя любовь). Kuala Lumpur: DBP, 2010, 264 p. ISBN 978-983-46-0622-0
- «Some Aspects of Poetic Translation from Russian into Malay» — Prosiding Kongres Antarabangsa Bahasa dan Budaya yang diadakan pada 17-18 September 2011 di Bandar Seri Begawan, Brunei bersempena dengan Jubli Emas DBP Brunei. Jilid 1, p. 224—234. ISBN 99917-0-801-4
- Малайский мир (Бруней, Индонезия, Малайзия, Сингапур). Лингвострановедческий словарь. Свыше 9000 словарных статей / Dunia Melayu (Brunei, Indonesia, Malaysia, Singapura). Kamus Lingua-Budaya / Malay World (Brunei, Indonesia, Malaysia, Singapore). Lingua-Cultural Dictionary). М.: Восточная книга, 2012 ISBN 978-5-7873-0658-3[29][30].
- С грустью об исчезающих традициях. — В Восточная коллекция, Москва: РГБ, 2013б с. 154—155.
- Всеобщие выборы в Малайзии: новый мандат Национального фронта. — В Азия и Африка сегодня, № 7, 2013, с. 26-28.
- «Мы, как галька на дорогах, попираемые ногами богатых». — В Азия и Африка сегодня, № 8, 2013, с. 73-74.
- Victor Pogadaev (2013). "Prolog. Vladimir Braginsky di Laut Sastera Melayu "- Esei Penghargaan kepada Profesor Emeritus V.I. Braginsky. Mengharungi Laut Sastera Melayu (Festschrift in Honour of Professor Emeritus V.I. Braginnsky. Crossing The Sea of Malay Literature). Penyelenggara Jelani Harun, Ben MurtagfKuala Lumpur: DBP, pp. xxxix — xLiv.
- Taras Shevchenko: Jubli ke-200 (Тарас Шевченко: 200-летний юбилей). — в: Pentas, Jil. 9, Bil. 1 — Mac 2014. Kuala Lumpur: Istana Budaya, 45-49 (на малайском языке)
- Погадаев, В. А. (2014). Малайзийская оппозиция в борьбе за независимость страны и социальный прогресс (1940—1970-е годы). M: Ключ-С, 2014, 160 с. ISBN 978-5-906751-08-9
- Погадаев, В. А. (2014). Малайзийская оппозиция в 1940—1970-е годы. Роль малайзийской оппозиции в борьбе за независимость и социальный прогресс. Palmarium Academic Publishing, 144 p. ISBN 978-3-639-79140-2
- Victor Pogadaev (2015). Wajah Sarjana Pengajian Melayu Rusia (Кто есть кто в малайских исследованиях в России). Kuala Lumpur: DBP, 174 h. ISBN 9789834617004.
- Погадаев, В. А. «Малайзия: Анвар Ибрагим — феникс, восставший из пепла». — «Азия и Африка сегодня», № 5, 2015, с. 45-50.
- Victor A. Pogadaev (2015). Sayap Sastera. Satu Catatan Kenangan (Крылья литературы. Заметки, воспомининия). Bangi: Penerbit Universiti Kebangsaan Malaysia, 144 hlm. ISBN 978-967-412-285-0.
- Погадаев, В. А. Всеобщие выборы как отражение борьбы за власть в Малайзии. — Власть и общество в Юго-Восточной Азии. История и современность. Губеровские чтения, выпуск 4. M.: Институт стран Азии и Африки. МГУ им. М. В. Ломоносова, 2015, с. 215—232. ISBN 978-5-98421-313-4
- Victor Pogadaev (2016). And Tender Tears and Love and Life… — Ekspresi Puisi Dunia Numera 2016. Simposium Bahasa & Kebudayaan. Kuala Lumpur: Numera, 27-30.
- Victor Pogadaev (2016). Taufiq Ismail: Pelopor Angkatan 66 (Тауфик Исмаил — лидер «Поколения-66»). — Taufiq Ismail. Dengan Puisi Aku. Dalam 60 Bahasa. Penasihat Dato’ Dr. Mohd Anwar Ridhwan, editor Profesor Madya Dr. Victor Pogadaev. Kuala Lumpur: Esastera Enterprise, 2016, pp. VI—XII. ISBN 978-967-5043-68-0
- Victor Pogadaev (2016). Terjemahan Karya Sastera Bahasa Rusia-Bahasa Melayu: Cabaran dan Cara Penyelesaian (Литературный перевод с русского на малайский: проблемы и их решение). — Isu-Isu Terjemahan Karya Sastera (Проблемы литературного перевода). Editor Goh Sang Seong. Pulau Pinang: Penerbit Universiti Sains Malaysia, pp. 121—141. ISBN 978-967-461-010-4.
- Погадаев, В. А. (2016) Мясо по-перанакски. — «Азия и Африка сегодня», № 8, 2016, с. 70-73.
- Погадаев В. А. (2017). «Необычный парк в Малайзии». — «Азия и Африка сегодня», № 5, 2017, с. 74-78.
- Victor A. Pogadaev (2017). «Penulis Yang Mengubah Kesedaraan Jutaan Orang» (Писатель, изменивший сознание миллионов)- «Dewan Sastera», N 6, 2017.
- Погадаев В. А. (2017) «Правитель яванского государства Сингасари Раджаса (1182—1227)». — «Вопросы истории», № 6, 2017, с.154-157.
- (Рец) Погадаев, В. А. Христианство в Южной и Восточной Азии: история и современность. Гл. ред. И. И. Абылгазиев, отв. ред. О. В. Новакова. Москва: Ключ-С, 352 с. // Восток. Афро-азиатские общества: история и современность, 2017, № 5. С. 208—211.
- Погадаев, В. А. (2017) «Вольный, подобно заоблачной птице» // «Азия и Африка сегодня», № 10. 2017, с. 67-71.
- Pogadaev V.A. (2017) Cultural Development in South-East Asia: Looking Forward Looking Back // Межцивилизационные контакты в странах Юго-Восточной Азии. Исторические перспективы и глобализация. Сборник статей. С-Пб, 2017, с. 141—164.
- Victor Pogadaev. Dragons Images in Russian Folklore // Foklore and Folkloristics. Kolkota, Vol. 10:2 December 2017, p. 15-27.
- Погадаев В. А. (2018) Россия — Малайзия: Верительные грамоты литературы (О взаимных переводах и влиянии русской литературы) //Малайско-индонезийские исследования. Выпуск XX. Редакторы-составители В. А. Погадаев, В. В. Сикорский. М.: Общество «Нусантара», Институт востоковедения РАН, 2018, с. 83-105.
- Погадаев В. А. (2018). Партия демократического действия Малайзии: истоки создания // Страны Юго-Восточной Азии: традиции и современность (история, политика, экономика, культура) / отв. ред. Бектимирова Н. Н., Липилина И. Н.; ред.кол.: Сабиров Р. Т. и др. — монография, электронное издание сетевого распространения / коллектив авторов. — М.: «КДУ», «Добросвет», 2018. ISBN 978-5-7913-1074-3
- Погадаев В. А. (2018). Сеид Мохамед Закир и его «Дом бабочек» // Литературный журнал «Русский переплёт». 3.3.2018  Архивная копия от 26 июля 2018 на Wayback Machine
- Погадаев В. (2018) «Малайзия: возвращение Махатхира» // «Азия и Африка сегодня», № 9, 2018, с. 40-44.
- Victor A. Pogadaev (2019). Sasterawan Pelukis A.S. Pushkin (Рисунки А. С. Пушкина) // «Dewan Sastera», N 2, 2019, hlm 51-54.
- Погадаев Виктор (2019). Неподражаемая Картика // Литературный журнал «Русский переплёт». 25.1.2019  Архивная копия от 6 июня 2019 на Wayback Machine
- Погадаев В. А. (2019) Рукунегара как отражение национальной идеи в Малайзии // Вопросы истории, № 3, 2019, с. 135—139.
- Погадаев Виктор (2019). Малайзия — страна поэзии // Центр АСЕАН при МГИМО МИД России. 20.4.2019
- Погадаев Виктор (2019). День поэзии в Малайзии //Литературный журнал «Русский переплёт». 10.5.2019 Архивная копия от 6 июня 2019 на Wayback Machine
- Погадаев Виктор (2019). Дыхание жизни в чашке надежды //Литературный журнал «Русский переплёт». 20.5.2019 Архивная копия от 23 мая 2019 на Wayback Machine
- Victor A. Pogadaev. Penyair Agung Rusia Pushkin & Dunia Timur (Великий русский поэт Пушкин и мир Востока). Redaktur Hilda Winar. Jakarta: HW Project, 2019, 84 p. ISBN 9786025232237
- Victor A. Pogadaev. Hujan Di Limun Pagi Membuktikan Malim Ghozali PK Penyair Bertaraf Dunia («Утренний дождь» как свидетельство международного статуса Малима Гозали ПК) //«Dewan Sastera», N 9, 2019, hlm 38-45.
- Victor Pogadaev. Kata Pengantar Edisi Rusia (Предисловие к русскому изданию) // Tetamu Senja. Antologi Puisi Melayu-Rusia. Edisi Melayu. Penyelenggara Irwan Abu Bakar. Kuala Lumpur: Esastera Enterprise, 2019, pp.xxi-xxii. ISBN 978-967-5043-85-7
- Погадаев Виктор (2019). Национальный день батика // Центр АСЕАН при МГИМО МИД России Архивная копия от 10 ноября 2019 на Wayback Machine
- (ред.) Малайско-индонезийские исследования. Выпуск XXI. К 80-летию А. К. Оглоблина. Редакторы-составители В. В. Сикорский, В. А. Погадаев. М.: Общество «Нусантара», 2019, 246 с. ISBN 978-5-907233-23-2
- Погадаев В. А. Творческие поиски Анвара Ридвана //Малайско-индонезийские исследования. Выпуск XXI. К 80-летию А. К. Оглоблина. Редакторы-составители В. В. Сикорский, В. А. Погадаев. М.: Общество «Нусантара», 2019, с. 137—142.
- Погадаев В. А. Мисбах Тамрин // Малайско-индонезийские исследования. Выпуск XXI. К 80-летию А. К. Оглоблина. Редакторы-составители В. В. Сикорский, В. А. Погадаев. М.: Общество «Нусантара», 2019, с. 134—136.
- Погадаев В. А. Россияне в Индонезии: открытия историка Е. И. Гневушевой // Восточные ветви российской диаспоры. Тезисы докладов. Отв. ред.-сост. Панарина Д. С. М: ИВ РАН, 2019, с. 28-29.
- Погадаев Виктор. Вдали от родных берегов // «Благовест», ноябрь 2019 http://xn--80aaaabhgr4cps3ajao.xn--p1ai/-public_page_39300 Архивная копия от 24 сентября 2020 на Wayback Machine
- Victor A. Pogadaev. Alexander Ogloblin, Pakar Bahasa Ausronesia // Dewan Bahasa, № 1, 2020, 61-63.
- Погадаев Виктор. Силат: и спорт, и искусство // Центр АСЕАН при МГИМО МИД России, 09.01.2020 http://asean.mgimo.ru/ru/913-silat-i-sport-i-iskusstvo Архивная копия от 28 января 2020 на Wayback Machine
- Сингапур. Карманная энциклопедия. Ред. О. В. Новакова. М.: Ключ-С, 2020, 244 с. ISBN 978-5-604-37959-2 (совм. с Перминовым Н. А.).
- Alexander Ogloblin, Pakar Bahasa Ausronesia (Александр Оглоблин. Специалист по австронезийским языкам) // «Dewan Bahasa», № 1, 2020, 61-63. (на малайском языке)
- Проблема перевода Библии на малайский язык и её влияние на межконфессиональные отношения в Малайзии // «Восток. Афро-азиатские общества: история и современность», № 1 2020, с. 151—159.
- Народно-прогрессивная партия Малайзии в период своего наибольшего влияния (1953—1971 гг.) // «Вопросы истории», № 4 2020, с. 263—273.
- Aliran Puisi «Abad Perak» Rusia Dipengaruhi Sastera Melayu Klasik (Влияние малайской классической литературы на «серебряный век» в России) // «Pemuisi», N 9, 2020, hlm.14. (на малайском языке)
- Bakhytzhan Kanapyanov dari Kazakhstan (Бахыджан Канапьянов из Казахстана) // «Dewan Sastera», N 3, 2020, hlm. 54-55. (на малайском языке)
- В сборнике «Россияне в Индонезии: открытия историка Е. И. Гневушевой» // Восточные ветви российской диаспоры. Том 2. Сквозь века и страны. Коллективная монография. Ответственный редактор, составитель Д. С. Панарина. Москва: ИВ РАН, 2020, с. 319—341.

## Статьи в энциклопедиях
- Юго-Восточная Азия // Энциклопедия для детей. Том 1. Всеобщая история. М.: Аванта +, 1993, с. 457—463.
- Кабадди // Энциклопедия Пакистана. Отв. редактор Ю. В. Ганковский. М.: Фундамента Пресс, 1998, с. 122.
- Атомные исследования // Энциклопедия Пакистана. Отв. редактор Ю. В. Ганковский. М.: Фундамента Пресс, 1998, с. 462.
- Пакистанская комиссия по атомной энергии // Энциклопедия Пакистана. Отв. редактор Ю. В. Ганковский. М.: Фундамента Пресс, 1998, с. 445.
- Гхош Амалананда // Энциклопедия Пакистана. Отв. редактор Ю. В. Ганковский. М.: Фундамента Пресс, 1998, с. 450.
- Ароматы тропиков // Страны, народы, цивилизации: Энциклопедия для детей. Том 13 / Главный редактор М. Д. Аксёнова. -М.: Аванта +, 1999, с. 364—367.
- Таиланд // Страны. Народы. Цивилизации: Энциклопедия для детей. — Т. 13 / Главный редактор М. Д. Аксёнова. — М.: Аванта+, 1999, с. 393—397.
- Малайзия // Страны. Народы. Цивилизации: Энциклопедия для детей. — Т. 13 / Главный редактор М. Д. Аксёнова. — М.: Аванта+, 1999, с. 397—402.
- Индонезия // Страны. Народы. Цивилизации: Энциклопедия для детей. — Т. 13 / Главный редактор М. Д. Аксёнова. — М.: Аванта+, 1999, с. 402—410.
- Филиппины // Страны. Народы. Цивилизации: Энциклопедия для детей. — Т. 13 / Главный редактор М. Д. Аксёнова. — М.: Аванта+, 1999, с. 418—420.
- Дуриан — король фруктов // Страны. Народы. Цивилизации: Энциклопедия для детей. — Т. 13 / Главный редактор М. Д. Аксёнова. — М.: Аванта+, 1999, с. 366.
- «Золотой треугольник» // Страны. Народы. Цивилизации: Энциклопедия для детей. — Т. 13 / Главный редактор М. Д. Аксёнова. — М.: Аванта+, 1999, с. 394.
- Муай-тай — тайский бокс // Страны. Народы. Цивилизации: Энциклопедия для детей. — Т. 13 / Главный редактор М. Д. Аксёнова. — М.: Аванта+, 1999, с. 395.
- Мой ласковый и нежный…слон // Страны. Народы. Цивилизации: Энциклопедия для детей. — Т. 13 / Главный редактор М. Д. Аксёнова. — М.: Аванта+, 1999, с. 396.
- Праздник первой борозды // Страны. Народы. Цивилизации: Энциклопедия для детей. — Т. 13 / Главный редактор М. Д. Аксёнова. — М.: Аванта+, 1999, с. 397.
- Страна рекордов // Страны. Народы. Цивилизации: Энциклопедия для детей. — Т. 13 / Главный редактор М. Д. Аксёнова. — М.: Аванта+, 1999, с. 398.
- Малайская свадьба // Страны. Народы. Цивилизации: Энциклопедия для детей. — Т. 13 / Главный редактор М. Д. Аксёнова. — М.: Аванта+, 1999, с. 399.
- Проделки понтианака // Страны. Народы. Цивилизации: Энциклопедия для детей. — Т. 13 / Главный редактор М. Д. Аксёнова. — М.: Аванта+, 1999, с. 400.
- О чём рассказали имена // Страны. Народы. Цивилизации: Энциклопедия для детей. — Т. 13 / Главный редактор М. Д. Аксёнова. — М.: Аванта+, 1999, с. 402.
- Сингапур // Страны. Народы. Цивилизации: Энциклопедия для детей. — Т. 13 / Главный редактор М. Д. Аксёнова. — М.: Аванта+, 1999, с. 404.
- Другой остров — другие нравы // Страны. Народы. Цивилизации: Энциклопедия для детей. — Т. 13 / Главный редактор М. Д. Аксёнова. — М.: Аванта+, 1999, с. 405.
- Пиво и ром для быков // Страны. Народы. Цивилизации: Энциклопедия для детей. — Т. 13 / Главный редактор М. Д. Аксёнова. — М.: Аванта+, 1999, с. 406.
- Восьмое чудо света // Страны. Народы. Цивилизации : Энциклопедия для детей. — Т. 13 / Главный редактор М. Д. Аксёнова. — М.: Аванта+, 1999, с. 407.
- Симфония красок и символов // Страны. Народы. Цивилизации: Энциклопедия для детей. — Т. 13 / Главный редактор М. Д. Аксёнова. — М.: Аванта+, 1999, с. 408.
- Бруней // Страны. Народы. Цивилизации: Энциклопедия для детей. — Т. 13 / Главный редактор М. Д. Аксёнова. — М.: Аванта+, 1999, с. 409.
- Джипни // Страны. Народы. Цивилизации: Энциклопедия для детей. — Т. 13 / Главный редактор М. Д. Аксёнова. — М.: Аванта+, 1999, с. 419.
- Бандар-Сери-Бегаван // Большой словарь географических названий. Под общей редакцией академика В. М. Котлякова. Екатеринбург: У-Фактория, 2003, с. 75.
- Банджармасин // Большой словарь географических названий. Под общей редакцией академика В. М. Котлякова. Екатеринбург: У-Фактория, 2003, с. 75.
- Бандунг // Большой словарь географических названий. Под общей редакцией академика В. М. Котлякова. Екатеринбург: У-Фактория, 2003, с. 75.
- Бруней // Большой словарь географических названий. Под общей редакцией академика В. М. Котлякова. Екатеринбург: У-Фактория, 2003, с. 113.
- Джакарта // Большой словарь географических названий. Под общей редакцией академика В. М. Котлякова. Екатеринбург: У-Фактория, 2003, с. 199.
- Джокьякарта // Большой словарь географических названий. Под общей редакцией академика В. М. Котлякова. Екатеринбург: У-Фактория, 2003, с. 202.
- Джохор-Бару // Большой словарь географических названий. Под общей редакцией академика В. М. Котлякова. Екатеринбург: У-Фактория, 2003, с. 203.
- Индонезия // Большой словарь географических названий. Под общей редакцией академика В. М. Котлякова. Екатеринбург: У-Фактория, 2003, с. 246—247.
- Ипо // Большой словарь географических названий. Под общей редакцией академика В. М. Котлякова. Екатеринбург: У-Фактория, 2003, с. 249.
- Куала-Лумпур// Большой словарь географических названий. Под общей редакцией академика В. М. Котлякова. Екатеринбург: У-Фактория, 2003, с. 341—342.
- Кучинг // Большой словарь географических названий. Под общей редакцией академика В. М. Котлякова. Екатеринбург: У-Фактория, 2003, с. 351.
- Малайзия // Большой словарь географических названий. Под общей редакцией академика В. М. Котлякова. Екатеринбург: У-Фактория, 2003, с. 391.
- Малакка // Большой словарь географических названий. Под общей редакцией академика В. М. Котлякова. Екатеринбург: У-Фактория, 2003, с. 391.
- Маланг // Большой словарь географических названий. Под общей редакцией академика В. М. Котлякова. Екатеринбург: У-Фактория, 2003, с. 392.
- Паданг// Большой словарь географических названий. Под общей редакцией академика В. М. Котлякова. Екатеринбург: У-Фактория, 2003, с. 483.
- Петалинг-Джая // Большой словарь географических названий. Под общей редакцией академика В. М. Котлякова. Екатеринбург: У-Фактория, 2003, с. 503—504.
- Сурабая // Большой словарь географических названий. Под общей редакцией академика В. М. Котлякова. Екатеринбург: У-Фактория, 2003, с. 612.
- Суракарта // Большой словарь географических названий. Под общей редакцией академика В. М. Котлякова. Екатеринбург: У-Фактория, 2003, с. 612.
- Бруней // Страны и народы. Универсальная энциклопедия для юношества в 10 томах. T. 1. / Составитель В. Б. Новичков. М.: Педагогика-пресс, 2000, с. 254—255.
- Малайзия // Страны и народы. Универсальная энциклопедия для юношества в 10 томах. T. 1. / Составитель В. Б. Новичков. М.: Педагогика-пресс, 2000, с. 334—335.
- Сингапур/ / Страны и народы. Универсальная энциклопедия для юношества в 10 томах. T. 1. / Составитель В. Б. Новичков. М.: Педагогика-пресс, 2000, с. 356—357.
- Филиппины // Страны и народы. Универсальная энциклопедия для юношества в 10 томах. T. 1. / Составитель В. Б. Новичков. М.: Педагогика-пресс, 2000, с. 384—385.
- Малайзия. Литература // Большая Российская энциклопедия. Т. 18. M.: БРЭ, 2011, с. 619—620 (в соавт. с Н. М. Смуровой)
- Малайзия. Театр // Большая Российская энциклопедия. Т. 18. M.: БРЭ, 2011, с. 623—624.
- Малайзия. Танец // Большая Российская энциклопедия. Т. 18. M.: БРЭ, 2011, с. 622—623.
- Малайзия. Кино // Большая Российская энциклопедия. Т. 18. M.: БРЭ, 2011, с. 624 (в соавт. с К. Э. Разлоговым)
- Малайзийцы // Большая Российская энциклопедия. Т. 18. M.: БРЭ, 2011, с. 603—604.
- Маха Тилавунта Шин // Большая Российская энциклопедия. Т. 19, M.: БРЭ, 2012, с. 401. (в соавт. с Ма Ти Чо Мар).
- Маха Ратхатхара // Большая Российская энциклопедия. Т. 19, M.: БРЭ, с. 401.
- Мунши // Большая Российская энциклопедия. Т. 21. M.: БРЭ, 2013, с. 445.
- Мьявади Минджи У Са Мьянма // Большая Российская энциклопедия. Т. 21. M.: БРЭ, 2013, с. 564. (в соавт. с Ма Ти Чо Мар)
- Мьянма. Литература // Большая Российская энциклопедия. Т. 21. M.: БРЭ, 2013, с. 579 (в соавт. с Ма Ти Чо Мар).
- Пантун // Большая Российская энциклопедия. T. 25. M.: БРЭ, 2014, с. 237—238.
- Сипрат // Большая Российская энциклопедия. Т. 30. M.: БРЭ, 2015, c. 264 (в соавт. с Росенум Чесоф).
- Сальвадор. Театр. Кино // Большая Российская энциклопедия. T. 29. M.: БРЭ, 2015, с. 256—257.
- Синегал. Музыка. Театр. Кино // Большая Российская энциклопедия. T. 29. M.: БРЭ, 2015, с. 757.
- Симатупанг, Иван // Большая Российская энциклопедия. T. 30. M.: БРЭ, 2016, с. 181.
- Сингапур. Театр и кино // Большая Российская энциклопедия. T. 30. M.: БРЭ, 2016, с. 223.
- Таджикистан. Театр. Кино // Большая Российская энциклопедия. T. 31. M.: БРЭ, 2016, с. 562—563.
- Таиланд. Театр. Кино // Большая Российская энциклопедия. T. 31. M.: БРЭ, 2016, с. 577—578.
- Такин Кодо Хмайн // Большая Российская энциклопедия. Т. 31. M.: БРЭ, 2016, c. 596—597 (в соавт. с Ма Ти Чо Мар).
- Того. Театр. Кино // Большая Российская энциклопедия. Т. 32. M.: БРЭ, 2016, c. 218.
- Тунис. Театр // Большая Российская энциклопедия. Т. 32. M.: БРЭ, 2016, c. 512.
- Тур Прамудья Ананата // Большая Российская энциклопедия. Т. 32. M.: БРЭ, 2016, c. 520.
- Туркмения. Театр. Кино // Большая Российская энциклопедия. Т. 32. M.: БРЭ, 2016, c. 550—551.
- Турция. Театр // Большая Российская энциклопедия. Т. 32. M.: БРЭ, 2016, c. 576—577.
- Узбекистан. Театр. Кино // Большая Российская энциклопедия. Т. 32. M.: БРЭ, 2016, c. 711—712.
- Усман Аванг // Большая Российская энциклопедия. Т. 33. M.: БРЭ, 2017, c. 109.
- Филиппины. Театр. Кино // Большая Российская энциклопедия. Т. 33. M.: БРЭ, 2017, c. 357—358.
- Хайрил Анвар // Большая Российская энциклопедия. Т. 33. M.: БРЭ, 2017, c. 714.
- Хамзах Фансури // Большая Российская энциклопедия. Т. 33. M.: БРЭ, 2017, c. 738 (в соавт. с В. И. Брагинским).
- Хикаят // Большая Российская энциклопедия. Т. 34. M.: БРЭ, 2017, c. 46.
- Черногория. Кино // Большая Российская энциклопедия. Т. 34. M.: БРЭ, 2017, c. 480—481.
- Чили. Театр // Большая Российская энциклопедия. Т. 34. M.: БРЭ, 2017, c. 587.
- Швейцария. Кино // Большая Российская энциклопедия. Т. 34. M.: БРЭ, 2017, c. 747—748.
- Шри-Ланка. Театр. Кино // Большая Российская энциклопедия. Т. 35. M.: БРЭ, 2017, c. 109—110.
- Эквадор. Театр // Большая Российская энциклопедия. Т. 35. M.: БРЭ, 2017, c. 247—248.
- Эфиопия. Театр. Кино // Большая Российская энциклопедия. Т. 35. M.: БРЭ, 2017, c. 514.
- Южно-Африканская Республика. Театр. Балет. Кино // Большая Российская энциклопедия. Т. 35. M.: БРЭ, 2017, c. 564—565.
- Яванская литература // Большая Российская энциклопедия. Т. 35. M.: БРЭ, 2017, c. 620.
- Губер, Александр Андреевич // Российская историческая энциклопедия. Т. 5. M.: Олма Медия Груп, 2017, с. 370—371.
- «Движение 30 сентября 1965» // Российская историческая энциклопедия. Т. 5. M.: Олма Медия Груп, 2017, с. 501.
- Деса // Российская историческая энциклопедия. Т. 5. M.: Олма Медия Груп, 2017, с. 582.
- Джакарта // Российская историческая энциклопедия. Т. 5. M.: Олма Медия Груп, 20175, с. 601—602.
- Джамби // Российская историческая энциклопедия. Т. 5. M.: Олма Медия Груп, 2017, с. 606.
- Джокьякарта // Российская историческая энциклопедия. Т. 7. M.: Олма Медия Груп, 2018, с. 17.
- Джуанда Картавиджая // Российская историческая энциклопедия. Т. 7. M.: Олма Медия Груп, 2018, 22.
- Индонезия // Российская историческая энциклопедия. Т. 7. M.: Олма Медия Груп, 2018, с. 87-108 (в соавт. с М. Ю. Ульяновым).
- Кедири // Российская историческая энциклопедия. Т. 8. M.: Олма Медия Груп, 2019, 318—319.
- Кесон-и-Молина, Мануэль Луис // Российская историческая энциклопедия. Т. 8. M.: Олма Медия Груп, 2019, 358—359
- Кесон-Сити // Российская историческая энциклопедия. Т. 8. M.: Олма Медия Груп, 2019, 359—360.
- Коммунистическая партия Индонезии // Российская историческая энциклопедия. Т. 9. M.: Олма Медия Груп, 2019, 189—190.
- Коммунистическая партия Малайи // Российская историческая энциклопедия. Т. 9. M.: Олма Медия Груп, 2019, 195—196.
- Коммунистическая партия Филиппин // Российская историческая энциклопедия. Т. 9. M.: Олма Медия Груп, 2019, 203—204.
- Куала-Лумпур // Российская историческая энциклопедия. Т. 9. M.: Олма Медия Груп, 2019, 567—569.

## Словари и разговорники
- Малайзийско-русско-английский словарь (Kamus Malaysia — Russia — Inggeris). М., «Русский язык», 1977, 400 с. (совм. с Н. В. Ротт и А. П. Павленко). Архивная копия от 12 июня 2015 на Wayback Machine
- Русско-малайзийский словарь (Kamus Bahasa Russia — Bahasa Malaysia). М., «Русский язык», 1986, 504 с. (совм. с Н. В. Ротт). (недоступная ссылка)
- Русско — малайский разговорник (Kamus Mini Rusia — Melayu). М., 1997, 64 с. (совм. с С. С. Захаровым). Архивная копия от 12 июня 2015 на Wayback Machine
- Индонезийско-русский разговорник (Panduan Percakapan Indonesia-Rusia). М., 1997, 88 с. (совместно с С. С. Захаровым). Архивная копия от 12 июня 2015 на Wayback Machine
- Индонезийско-русский и русско-индонезийский разговорник. Panduan Prcakapan Indonesia-Rusia dan Rusia-Indonesia. М.: «Муравей-гайд»,2000, 160 с. (совм. с С. С. Захаровым). ISBN 5-8463-0032-4
- Иллюстрированный самоучитель для самых маленьких: английский, французский, немецкий, испанский. ЭКСМО, 2003 (совм. с др. — немецкий язык)
- Русско-индонезийский словарь (Kamus Rusia-Indonesia). Около 25 000 слов и словосочетаний. Москва: Восток-Запад, 2004, 268 с. (совместно с Л. Н. Демидюк). ISBN 5-478-00026-4 Архивная копия от 6 марта 2016 на Wayback Machine
- Самоучитель для вундеркиндов. Английский. Французский. Немецкий. Испанский. М., Филологическое общество «Слово», «Эксмо», 2006. (совм. с др. — немецкий язык), 224 с. ISBN 5-8123-0095-X, 5-699-19894-6
- Индонезийско-русский и Русско-индонезийский словарь (Kamus Indonesia-Rusia dan Rusia-Indonesia). М.: Дрофа, Русский язык-медия, 2008. 1136 с. ISBN 978-5-9576-0376-4 Архивная копия от 6 марта 2014 на Wayback Machine[31]
- Pertuturan_Bahasa_Rusia_Cepat_dan_Mudah_%28Russian Pertuturan Bahasa Rusia: Cepat dan Mudah. Petaling Jaya: Golden Book Centre Sdn. Bhd., 2009. ISBN 978-983-72-0634-2.
- Английский — с пелёнок, а также французский, немецкий, испанский. М.: АСТ, Слово, 2004 (второе издание 2009), 224 с. ISBN 978-5-17-059990-5, ISBN 978-5-8123-0518-5. (совм. с др. — немецкий язык)  (недоступная ссылка)
- Kamus Rusia-Indonesia, Indonesia-Rusia. Jakarta: Penerbit Gramedia Pustaka Utama, 2010, 1324 p. ISBN 978-979-22-4881-4 Архивная копия от 5 июля 2010 на Wayback Machine[32].
- Kamus Saku Rusia — Indonesia / Indonesia — Rusia (Карманный русско-индонезийский и индонезийско-русский словарь). Jakarta: Gramedia Pustaka Utama, 2012, 1320 c, ISBN 978-979-22-8945-9.
- Большой малайско-русский словарь. Около 60 тыс. слов. Консультант Асмах Хаджи Омар. Москва: «Ключ-С», 2013, 1024 c. ISBN 978-5-93136-192-5 (совместно с Т. В. Дорофеевой и Е. С. Кукушкиной).
- Индонезия. Краткий справочник. Русско-индонезийский разговорник. Москва: «Ключ-С», 2013, 248 c. ISBN 978-5-93136-203-8.
- Kamus Rusia-Melayu, Melayu-Rusia. Penasihat Editorial SN Dr. Anwar Ridhwan. Seri Kembangan: Penerbitan Minda, 2013, 778 p. ISBN 978-967-05-4400-7.
- Andrey Taranov, Victor Pogadaev (2013). Theme-Based Dictionary British English-Malay. 9000 words. Moscow: T&P Books, 242 pages. ISBN 1-78400-271-2, ISBN 978-1-78400-271-8 (7000 words, 188 pages, ISBN 978-1-78400-273-2; 5000 words, 146 pages, ISBN 978-1-78400-275-6; 3000 words,, 108 pages, ISBN 978-1-78400-229-9).
- Andrey Taranov, Victor Pogadaev (2013). Vocabulaire Français-Malais pour L’autoformation. 9000 mots (French Edition). Moscow: T&P Books, 242 pages. ISBN 978-1-78400-239-8 (7000 mots, 188 pages, ISBN 978-1-78400-241-1; 5000 mots, 146 pages, ISBN 978-1-78400-243-5; 3000 mots, 100 pages, ISBN 978-1-78400-245-9).
- Andrey Taranov, Victor Pogadaev (2013). Malaiischer Wortschatz für das Selbststudium. 9000 Wörter (German Edition). Moscow: T&P Books, 242 pages. ISBN 978-1-78400-247-3 (7000 Wörter, 188 pages, ISBN 978-1-78400-249-7; 5000 Wörter, 146 pages, ISBN 978-1-78400-251-0; 3000 Wörter, 98 pages, ISBN 978-1-78400-253-4).
- Andrey Taranov, Victor Pogadaev (2013). Vocabolario Italiano-Malese per Studio Autodidattico. 9000 parole (Italian Edition). Moscow: T&P Books, 242 pages. ISBN 978-1-78400-255-8 (7000 parole, 188 pages, ISBN 978-1-78400-257-2; 5000 parole, 146 pages, ISBN 978-1-78400-259-6; 3000 parole, 100 pages, ISBN 978-1-78400-261-9).
- Andrey Taranov, Victor Pogadaev (2013). Vocabulario Español-Malayo. 9000 Palabras más Usadas (Spanish Edition). Moscow: T&P Books, 242 pages. ISBN 978-1-78400-263-3 (7000 Palabras más Usadas, 188 pages, ISBN 978-1-78400-265-7; 5000 Palabras más Usadas, 146 pages, ISBN 978-1-78400-267-1; 3000 Palabras más Usadas, 100 pages, ISBN 978-1-78400-269-5).
- Виктор Погадаев(2014). Малайзия. Краткий справочник. Русско-малайский разговорник. M: Ключ-С, 224 с. ISBN 978-5-90675-01-0.
- Andrey Taranov, Victor Pogadaev (2015). Thematishe Woordenschaft Nederlands-Maleis. 3000 Woorden. USA: T@P Books, 100 p. ISBN 978-1-78492-384-6 (5000 Woorden, 146 p. ISBN 978-1-78492-349-5; 7000 Woorden, 188 p. ISBN 978-1-78492-314-3; 9000 Woorden, 344 p. ISBN 978-1-78492-279-5).
- Виктор Погадаев (2015). Бруней. Краткий справочник. Русско-малайский (брунейский) разговорник. M: Ключ-С, 192 с. ISBN 978-5-906753-38-8.
- Виктор Погадаев (2016). Новый малайско-русский и русско-малайский словарь. Факультет языков и лингвистики Университета Малайя. Около 70 000 слов. Консультант — профессор Зурайда Мохд. Дон. М.: Издательство «Ключ-С». 816 с. ISBN 978-5-906751-42-8.[33]
- Andrey Taranov, Viktor Pogadaev (2016). Srpsko-Malajski Tematski Recnik. 3000 Korisnih Reci. T&P Books, 2016, 100 p. ISBN 978-1-78616-461-2.
- Andrey Taranov, Viktor Pogadaev (2016). Srpsko-Malajski Tematski Recnik. 5000 Korisnih Reci. T&P Books, 2016, 146 p. ISBN 978-1-78616-429-2.
- Andrey Taranov, Viktor Pogadaev (2016). Srpsko-Malajski Tematski Recnik. 7000 Korisnih Reci. T&P Books, 2016, 188 p. ISBN 978-1-78616-397-4.
- Andrey Taranov, Viktor Pogadaev (2016). Srpsko-Malajski Tematski Recnik. 9000 Korisnih Reci. T&P Books, 2016, 242 p. ISBN 978-1-78616-365-3.
- Жоан Маргарет Марбек, Виктор Погадаев. Кристанг-Русский Словарь (Около 4000 слов). Papiah Kristang-Russio Dictionario (Approximo 4000 palabra). M.: Ключ-С, 2016, 88 с. ISBN 978-5-906751-70-6.
- (ред.) Русско-индонезийский практический словарь международника. Более 28 тыс. слов. Составитель Н. А. Толмачев. Под редакцией канд. историч. наук В. А. Погадаева. М.: МГИМО-Университет, 2019, 268 стр. ISBN 978-5-9228-2061-5
- Андрей Таранов, Виктор Погадаев (2019). Русско-малайский тематический словарь. 3000 слов. М.: T&P Books Publishing, 104 c. ISBN 978-1-78767-956-6 (5000 слов, 154 с. ISBN 978-1-78767-910-8; 7000 слов, 200 с. ISBN 978-1-78767-864-4; 9000 слов, 260 с. ISBN 978-1-78767-818-7).
- Виктор Погадаев (2020). Русско-индонезийский тематический словарь (Kamus Kata Tematik Bahasa Rusia-Indonesia). Около 14 000 слов и выражений. Редактор Владимир Плотников. Научный консультант профессор В. В. Сикорский. М: Ключ-С, 2020, 160 с. ISBN 978-5-604-37054-7

## Переводы с русского на малайский
- «Tiga puisi M. Matusovsky» (Три стихотворения М. Матусовского) — in: «Dewan Sastera». Kuala Lumpur, Jun 1971, h. 53.
- Alexander Dudoladov «Besok tiada lagi» (Александр Дудоладов. Завтра не будет) — in: «Dewan Sastera», bil. 12, jilid 28. Kuala Lumpur, 1998, hlm. 74-79.
- Alexander Pushkin (Александр Пушкин). «Seorang nelayan dan ikan emas» (Сказка о рыбаке и рыбке). «Puan muda menyamar seperti gadis tani» (Барышня-крестьянка (повесть)) — in: Alexander Pushkin. Puisi dan prosa pilihan. Kuala Lumpur, Dewan Bahasa dan Pustaka, 1999, hlm. 53-90.[34]
- Andrei Evplanov «Indonesia» (Андрей Евпланов. Индонезия) in: «Dewan Sastera», bil. 10, jilid 30. Kuala Lumpur, 2000, hlm. 42-49.
- Leo Tolstoy. Haji Murat.(Лев Толстой. Хаджи Мурат). Предисловие Анвара Ридвана. Kuala Lumpur: DBP, 2001, 242 p. (второе издание — 2006) Архивная копия от 5 марта 2016 на Wayback Machine
- Alexander Pushkin (Александр Пушкин). «Dongeng Seorang Nelayan dan Seekor Ikan» (Сказка о рыбаке и рыбке) — in: Puisi dan Prosa Pilihan Alexander Pushkin. Kuala Lumpur, DBP, 2001, p. 47-54.
- Bakhitzhan Kanapianov «Bakhchisaray» (Бахытжан Канапьянов. Бахчисарай)— in: «Dewan Sastera», bil. 4, jilid 33. Kuala Lumpur, 2003, hlm. 51-53.
- Bella Akhmadulina (Белла Ахмадулина). «September Lagi» (Опять сентябрь). «Mantera» (Заклинание); Elena Taneva (Танева, Елена) «Burung Camar» (Чайка). «Jamek» (Джамэ). «Aku akan Belajar» (Я научусь) — in: Imbauan PPDKL (1986—2002). Kuala Lumpur: DBP, 2004, p. 97-98; 300—303.
- Robert Rozhdestvensky «Ballada Tentang Warna» (Роберт Рождественский. Баллада о красках) — in: Voices of World Poetry. Kuala Lumpur: ITNMB & PENA, 2004, p. 63-64.
- Mikhail Matusovsky «Tingkap-Tingkap Moscow» (Михаил Матусовский. Московские окна); Konstantin Balmont «Gamelan» (Константин Бальмонт. Гамеланг — in: Doa Penyair. Penyelenggara Mohd. Dahri Zakaria. KL: eSastra Enterprise, 2005, 30-31. ISBN 983-41715-5-2
- «Puisi 6 penyair Rusia dari aliran simbolisme». — in: «Sastera.Net». Edisi 1. Kuala Lumpur: eSastera eNterprise, 2006, 50-55. (Поэзия 6 русских поэтов-символистов).
- Bryusov, Valery. «Lagu-Lagu Melayu» (Валерий Брюсов. Малайские песни). — «Budiman». Kuala Lumpur: University of Malaya, Jun 2006, h. 10.
- Mawar Emas. Bunga Rampai Sastera Rusia. Penyelenggara dan Penterjemah Victor Pogadaev. K L: Institut Terjemahan Negara Malaysia, 2009. (Золотая роза. Антология русской литературы). ISBN 978-983-068-350-8 Архивная копия от 3 июня 2013 на Wayback Machine[35].
- Tiga Cerita oleh Alexander Solzhenitsyn (Три рассказа Александра Солженицына): Sharik (Шарик); Tirai Gelap (Завеса); Sembahyang Arwah (Поминовение усопших). — Our Bulletin. Kuala Lumpur: Faculty of Languages and Linguistics, UM. N 7, Issue Ogos/September 2011.
- Maxim Gorky. Nyanyian Burung Helang (Максим Горький. Песня о Соколе). — «Dewan Sastera». Kuala Lumpur: DBP, Jilid 43, bil. 7, Julai 2013, hlm. 68-71.
- Alexander Pushkin. Gunung-ganang di Gruziya diselubungi gelap (Александр Пушкин. На холмах Грузии). — «Mingguan Malaysia», 27.10.2013.
- Taras Shevchenko. Wasiat (Тарас Шевченко. Заповедь) — «Pentas». Kuala Lumpur: Istana Budaya, Jil. 9. Bil. 1 (Januari-Mac), 45-49.
- Vladimir Vysotsky. Pekuburan Massal; Aku tak Suka; Balada Tentang Kebencian (Владимир Высоцкий. Братские могилы; Я не люблю; Баллада о ненависти) — «Pentas», Jil. 9, Bil.2, April-Jun 2014, hlm. 46-47.
- Anna Akhmatova. Doa. (Анна Ахматова. Молитва). — «Mingguan Malaysia», 5.7.2015.
- Vladimir Soloviev Sahabatku (Владимир Соловьёв. Милый друг); Ivan Bunin. Kumasuk biliknya (Иван Бунин. Я к ней вошёл в полночный час); Alexander Blok. Tak mahu lagi jadi megah dan masyhur (Александр Блок. О доблестях, о подвигах, о славе); Anna Akhmatova. Kau fikir aku hamba betina (Анна Ахматова. А ты думал я тоже такая); Konstantin Balmont. Gamelan (Константин Бальмонт. Гамеланг); Valery Bryusov. Nyanyian-nyanian Melayu (Валерий Брюсов. Малайские песни); Marina Tsvetaeva. Ah, cendawanku, cendawanku putih (Марина Цветаева. Ах, грибочек, мой грибочек). — «Dewan Sastera». Kuala Lumpur: 2016, N 1, p. 45-48.
- Ivan Turgenev. Bahasa Rusia (Иван Тургенев. Русский язык) — Victor A. Pogadaev. «Sasterawan selamatkan bahasa Rusia». «Berita Harian», 16.1.2016.
- Anna Akhmatova. Keberanian (Анна Ахматова. Мужество). — Victor A. Pogadaev. «Bahasa menyatukan Russia». «Berita Harian», 27.2.2016.
- Ryabina (Тонкая Рябина); Haz Bulat Yang Berani (Хасбулат удалой). — Ekspresi Puisi Dunia Numera 2016. Third Numera World Poetry Expression. 18-21 Mac. Kuala Lumpur: Numera, 2016, 46-47.
- Anna Akhmatova. Keberanian (Анна Ахматова. Мужество). — Victor A. Pogadaev. «Puisi Perjuangan Penyair Dunia (Поэзия борьбы поэтов мира)». «Dewan Sastera», May 2016, 52.
- Vladimir Mayakovsky. Dengarkanlah! (Владимир Маяковский. Послушайте!). — Victor A. Pogadaev. «Puisi Perjuangan Penyair Dunia» (Поэзия борьбы поэтов мира). «Dewan Sastera», May 2016, 50.
- Alexander Solzhenitsyn (Александр Солженицын): Sharik (Шарик); Tirai Gelap (Завеса); Sembahyang Arwah (Поминовение усопших). — Victor A. Pogadaev. «Penulis yang Mengubah Kesedaran Jutaan Orang» (Писатель, изменивший сознание миллионов). «Dewan Sastera», Jun 2017, 46.
- Dmitry Vodennikov. Sajak Tentang Segala-Galanya (Дмитрий Воденников. Стихи обо всём); Igor Sid. «Ziarah Hari Ini». Rumah Yacoubinian; Pemutaran Di Atas Bosphorus. (Игорь Сид."Хадж сегодня". Дом Якобяна; Разворот над Боспором); Nina Gabrielyan. Suasana Sore; Wajah Mana Adalah Wajah Aku? (Нина Габриэлян. Вечерняя пастораль; Где калитку эту найти) // Menembus Arus Menyelami Aceh. Puisi-Puisi Perdamaian 9 Negara. Kurator: Maman S. Mahayana, Helmi Haas, D. Kemalawati, Sulaiman Tripa, Mahwi Air Tawar. Banda Aceh: Lapena, 2018, 405—420 ISBN 978-602-50497-9-8
- Anton Chekhov. Anna di leher. Bahagian I (Антон Чехов. Анна на шее. Часть I) // «Dewan Sastera», N 10, 2018; Bahagian II (часть II) — «Dewan Sastera», N 11, 2018.[36]
- Natalia Lenskaya. Bayang Mengembara di Dinding (Наталия Ленская. Тень гуляет по стене) // «Jurnal Pemuisi», Kuala-Lumpur, N 6, Disember 2019, ms 10.

## Переводы с малайского и индонезийского на русский
- Анвар Ридван «После войны» — в кн.: Индонезия. Малайзия. Нусантарский сборник. С.- Пб., 1996, с. 87-98.
- Таригану. Навстречу солнцу. Стихи. М., 1997, 88 с. (совм. с Л. Н. Демидюк).
- Тауфик Исмаил. Это осень пришла в Россию; Ахмад Разали. Светлана // В кн.: Национальное строительство и литературный/ культурный процесс в Юго-Восточной Азии. Малайско-индонезийские исследования IX. М., 1997, с. 404, 406.
- Тауфик Исмаил. Это осень пришла в Россию (Musim Gugur Telah Turun di Rusia) // Taufiq Ismail. Malu (Aku) Jadi Orang Indonesia. Jakarta: Yayasan Ananda, 1998, p. 94.
- Рахман Хаджи Юсуф. «Рыжуха». Рассказ — в: Нусантара. Юго-Восточная Азия. Сборник материалов. Составитель и редактор А. К. Оглоблин. С-Петербург, 2000, с. 95-100.
- Кемала. Стихи. Из сборников разных лет. М.: «Гуманитарий», 2001, 60 с. (совм. с А. В. Погадаевой). Архивная копия от 5 марта 2016 на Wayback Machine
- А. Азиз Дераман. Странствия поэта. Стихи. М.: «Гуманитарий», 2002, 88 с. (при участии А. В. Погадаевой). ISBN 5-89221-057-3 Архивная копия от 5 марта 2016 на Wayback Machine
- Баха Заин. Маски. М.: «Гуманитарий», 2003, 96 с. (при участии А. В. Погадаевой). ISBN 5-89221-073-1 Архивная копия от 6 февраля 2012 на Wayback Machine
- А. Азиз Дераман «Чётки старого человека» — в: «Иностранная литература», N2, 2004. p. 140—146. Архивная копия от 2 февраля 2012 на Wayback Machine
- Тауфик Исмаил. Рандеву. Избранные стихи. М.: Гуманитарий, 2004, 136 с. ISBN 5-89221-081-X
- Хашим Якуб. Поющий бамбук. M.: Гуманитарий, 2005, 136 с. ISBN 5-89221-098-3
- Анвар Ридван «Были и небыли островов Огонсото». Повесть. СПб: «Пайдейя», 2006, 160 с. ISBN 5-8251-0029-6 Архивная копия от 4 марта 2016 на Wayback Machine
- Рахимидин Захари. Замок из песка. Избранные стихи. М. «Ключ-С», 2007. 96 с. ISBN 978-5-93136-037-9 Архивная копия от 29 июля 2012 на Wayback Machine
- Абдуллах Бадави. Я ищу вечного мира // Abdullah Ahmad Badawi. Ku Cari Damai Abadi. I Seek Eternal Peace. In 80 Languages. Advisor Dato' Dr. Haji Ahmad Kamal Abdullah. Editor Assoc. Professor Dr. Victor Pogadaev. Kuala Lumpur: FBL UM, 2008, p. 69 ISBN 978-967-5148-02-6
- «Цветы далёких берегов» (стихи Кемалы, А. Азиза Дерамана и Баха Заина) — в: «Азия и Африка сегодня», 2008, N 11, 75-76.
- Покорять вышину. Стихи поэтов Малайзии и Индонезии в переводах Виктора Погадаева. М.: «Ключ-С», 2009. ISBN 978-5-93136-089-8 Архивная копия от 15 марта 2012 на Wayback Machine
- Тауфик Исмаил. Верните мне Индонезию. Избранные стихи. Оформление художника Харди М.: «Ключ-С», 2010. 124 с. ISBN 978-5-93136-119-2
- Сити Зайнон Исмаил. Любовь матери. Kuala Lumpur: ITNM, 2010, 160 p. ISBN 978-983-068-523-6 Архивная копия от 14 августа 2010 на Wayback Machine
- Малайская кровь. Рассказы. Составление, перевод с малайского и индонезийского и предисловие Виктора Погадаева. М.: «Ключ-С», 2011, 60 с. ISBN 978-5-93136-150-5 Архивная копия от 27 сентября 2011 на Wayback Machine
- С. М. Закир. Парет. в — Русский Переплёт, 12.06.2012.[37]
- Zurinah Hassan. Глядя на гавань (Menghadap ke Pelabuhan). Kuala Lumpur: ITBM, 2013, 134 hlm. ISBN 978-967-430-212-2
- Рахимидин Захари. Шаман Пак Да Мегат. — В Восточная коллекция, Москва: РГБ, весна 2013, с. 149—153.
- Абдул Гафар Ибрагим. Письмо Аллаху; Л. К. Ара. Я хочу. — В Азия и Африка сегодня, № 8, 2013, с. 74.
- Abdul Ghafar Ibrahim. Светлый месяц-змей кружится. Kuala Lumpur: 2014, 76-110. ISBN 978-967-430-518-5
- Ред., перевод на русский и эсперанто, автор предисловия. Taufiq Ismail. Dengan Puisi Aku. 1 Puisi, 80 Bahasa, 80 Tahun. Terjemahan Puisi dalam 58 Bahasa Dunia dan 22 Bahasa Daerah (Тауфик Исмаил. Поэзией я. Одно стихотворение, 80 языков, 80 лет. Перевод стихотворения на 58 языках мира и 22 региональных языках). Prakata Prof. Victor A. Pogadaev. Jakarta: Horison, 2015. ISSN 0125-9016
- Канчиль считает крокодилов (Kancil mengira buaya). — Интернет журнал «Русский переплёт», 15.3.2016  Архивная копия от 9 апреля 2016 на Wayback Machine
- Ред., перевод на русский и эсперанто, автор предисловия. Taufiq Ismail. Dengan Puisi Aku. Dalam 60 Bahasa (Тауфик Исмаил. Поэзией я. На 60 языках). Penasihat Dato’ Dr. Mohd Anwar Ridhwan. Kuala Lumpur: Esastera Enterprise, 2016. ISBN 978-967-5043-68-0
- Ред., перевод на русский, автор предисловия. В поисках мечты: современная поэзия Индонезии в переводах Виктора Погадаева. Москва: Ключ-С, Джакарта: ХВ Проджект, 2016. 96 с. ISBN 978-5-906751-68-3, ISBN 978-602-14750-7-2[38][39].
- «Голубка в синем небе парит»; «Если в поле найдём мы ручей». — Les Centuries Pantoun. Hors-série. 100 Traducteurs / 100 Pantuns. Choix de textes et présentation par Georges Voisset. Avec les illustrations de Patricia Houéfa Grange. «Revue Pantouns». Special Issue. Paris, 2017, pp. 70-71, 215.
- Рухайни Матдарин. Для чего нужна прищепка (Ruhaini Matdarin. Misi Penyepit Kain). — Интернет журнал «Русский переплёт», 20.10.2017  Архивная копия от 16 ноября 2017 на Wayback Machine
- Лесик Кати Ара. Первый снег (Lesik Kati Ara. Salju Pertama); Видодо Абидарда. Снег в Москве (Widodo Abidarda. Salju di Moskow). — Интернет журнал «Русский переплёт», 15.11.2017  Архивная копия от 29 апреля 2018 на Wayback Machine
- Канчиль считает крокодилов // The Mousedeer and the Crocodiles. A Malaysian Folktale in 111 Languages. Editors Hans Volker Wolf, Looi Wai Ling, Stefanie Pillai, Adriana Phillip. Kuala Lumpur: University of Malaya Press, 2017, p. 261—262.
- Анвар Ридван. Охота на крокодила (Anwar Ridwan. Sasaran). — Интернет журнал «Русский переплёт», 01.01.2018  Архивная копия от 10 января 2018 на Wayback Machine
- С. М. Закир. Дом бабочек (Rumah Kupu-Kupu). — Русский Переплёт, 03.03.2018.[40]
- С. М. Закир. Женщина, упавшая с неба (Perempuan yang Jatuh dari Langit). — Русский Переплёт, 05.05.2018.[41]
- Перевод на русский, автор предисловия. Гости вечерней зари (Tetamu Senja). Антология малайской виртуальной поэзии. В переводах Виктора Погадаева. Составитель Ирван Абу Бакар. Редактор Е. С. Кукушкина. Оформление художника Мисбаха Тамрина. Москва: Ключ-С, 2018. 140 с. ISBN 978-5-604-05352-2.[42].
- Перевод на русский, автор предисл. Стихи со склона горы (Sajak di Leher Bukit). Современная женская поэзия Индонезии. В переводах Виктора Погадаева. Составитель Хилда Винар. Редактор и автор предисл. Л. В. Горяева. Оформление художника Харди. Москва: Ключ-С, 2018. 128 с. ISBN 978-5-604-05355-3[43].
- Два рассказа из Малайзии. Анвар Ридван. После войны (Anwar Ridhwan. Sesudah Perang); Рухайни Матдарин. СКАНДАЛ ВОКРУГ РЕКИ И ЧУДО-МЫЛА (Ruhaini Matdarin. Skandal Sungai vs Sabun Beras Ajaib). Предисловие Сергея Смирнова — Интернет журнал «Русский переплёт», 10.11.2018  Архивная копия от 11 декабря 2018 на Wayback Machine
- Рухайни Матдарин. Секрет, поведанный накануне смерти. (Ruhaini Matdarin. Cerita yang merayap-rayap menjelang kematian). — Интернет журнал «Русский переплёт», 1.1.2019  Архивная копия от 8 января 2019 на Wayback Machine.
- Кемала. Источник всех благих желаний. Избранные стихи в переводах Анны Погадаевой и Виктора Погадаева. Отв. редактор В. В. Сикорский. М.: Ключ-С, 2019, 80 с. ISBN 978-5-604-29220-4
- Женщина, упавшая с неба. Антология современного малайского рассказа в переводах Виктора Погадаева. Отв. редактор В. В. Сикорский. М.: Ключ-С, 2019, 96 с. ISBN 978-5-604-29221-1
- Цветы далёких берегов. Антология женской поэзии Малайзии. Перевод с малайского Виктора Погадаева и Анны Погадаевой. Сост. Сри Диах Шахаруддин и Норазима Абу Бакар. Художественное оформление Саида Таджудина. Предисловие Национального писателя Малайзии Сити Зайнон Исмаил. М.: Ключ-С, 2019, 170 c. ISBN 978-5-604-29227-3.
- Bunga-Bunga Pulau Jauh. Antologi Puisi Penyair Wanita Malaysia. Цветы далёких берегов. Антология женской поэзии Малайзии. Terjemahan Victor A. Pogadaev, Anna V. Pogadaeva. Penyelaras Norazimah Abu Bakar, Sri Diah Shaharuddin. Prakata Sasterawan Negara Siti Zainon Ismail. Moscow-Kuala Lumpur: Persatuan Nusantara, Sebudi, Galeri Melora, 2019, 158 pp. ISBN 978-983-9463-17-0[44].
- Чичемпала // Salman Yoga S. Satu cerita. Burung Cicempala. Dalam 14 bahasa. Banda Aceh: Dinas Perpustakaan dan Kearsipan Aceh, 2019, hal.89-96 ISBN 078-602-8307-43-7

## Переводы с английского на русский
- Хеммил, Мэри. В ожидании праздника. Романы. М.: Панорама, 1999.
- Энциклопедия игр и развлечений: книга для детей и взрослых. Москва: АСТ-ПРЕСС, 1999. ISBN 5-7805-0468-7
- Энциклопедия досуга.: книга для детей и взрослых. Москва: АСТ-ПРЕСС, 1999.ISBN 5-7805-0470-2
- Григ, Кристин. Мой идеал. М.: Панорама, 2000. ISBN 5-7024-1022-X Архивная копия от 18 августа 2014 на Wayback Machine
- Уилфер, Хеди. Живая кукла. М.: Панорама, 2001. ISBN 5-7024-1235-4 Архивная копия от 21 октября 2010 на Wayback Machine
- Адамс, Вивьен. Наперекор судьбе. М.: Панорама, 2001. ISBN 5-7024-1274-5 Архивная копия от 1 апреля 2015 на Wayback Machine
- Аминур Рахман. Изваяние. // Aminur Rahman. One Poem in Ten Languages. Monreal: SAKAK, 2005, p. 6.
- Фам Ти Тань (Pham Thi Thanh). Кто ты? // Сайт Натальи Лайдинен. Женская поэзия.  Архивная копия от 20 декабря 2016 на Wayback Machine
- (перевод на английский) The Nature Reserve «Yugansky» — Переясловец В. М., Переясловец Т. С., Байкалова А. С. Заповедник «Юганский». М.: «Унисерв», 2001, с. 8-26 ISBN 5-86035-031-7
- Аминур Рахман (Aminur Rahman). Дневник моей жизни (Perpetual Diary). М., «Ключ-С», 2016, 84 с. ISBN 978-5-906751-58-4
- Ли Куэй-шин (Lee Kuei Shien). Стихи: Попугай (Parrot); Переливание крови (Transfusion); Стихи для тебя (One Poem for You); Остров Тайвань (Taiwan Island); В Гранаде (In Granada) // Интернет-журнал «Переплёт», 5.11.2017  Архивная копия от 15 ноября 2017 на Wayback Machine
- Лус Мария Лопес (Luz Maria Lopez). Дитя войны (Child of War) // Интернет-журнал «Переплёт», 20.05.2018  Архивная копия от 21 мая 2018 на Wayback Machine